# Ingré
Ingré é uma comuna francesa na região administrativa do Centro-Vale do Loire, no departamento de Loiret. Estende-se por uma área de 20.82 km². Em 2010 a comuna tinha 9 516 habitantes (densidade: 457,1 hab./km²).